# 上文殊村
上文殊村（かみもんじゅむら）は福井県足羽郡にあった村。現在の福井市中心部の南東、北陸本線・大土呂駅の南東一帯にあたる。

## 地理
- 山岳 ： 広野山

## 歴史
- 1889年（明治22年）4月1日 - 町村制の施行により、徳光村、帆谷村、北山村、北山新保村、大村、西袋村、生部村、西大味村、東大味村、田治島村、田中村及び岩倉村の区域をもって、上文殊村が発足する。
- 1955年（昭和30年）3月31日 - 酒生村、一乗谷村、上文殊村、下文殊村及び六条村が合併して、足羽村が発足する。